# ویلی براون (بازیکن فوتبال، زاده ۱۹۰۰)
ویلی براون (انگلیسی: Willie Brown; ۲۵ دسامبر ۱۸۹۶ – ۲۳ اوت ۱۹۷۷) بازیکن فوتبال اهل بریتانیا بود.